# Чам-мона (языки)
Чам-мона (англ. cham-mona) — подгруппа языков, входящая в состав группы ваджа ветви ваджа-джен подсемьи адамава адамава-убангийской семьи. Область распространения — восточные районы Нигерии (штаты Гомбе и Адамава). Включает языки дикака (с диалектами диджим и бвилим) и цо. Общая численность говорящих — около 41 000 человек. Лингвоним чам-мона также может использоваться как один из вариантов названия языка дикака (диджим-бвилим).
В рамках группы ваджа подгруппа чам-мона противопоставляется подгруппам языков авак, тула и подгруппе дадийя, представленной одним языком.
Письменным в подгруппе чам-мона является только язык дикака (его письменность основана на латинице).

## Общие сведения
Область распространения языков чам-мона размещается в восточных районах Нигерии на границе ареалов адамава-убангийских и чадских языков. Ареалы языков дикака и цо граничат друг с другом — ареал языка дикака размещён в восточной части общего ареала, ареал языка цо — в западной. Территория распространения языков чам-мона окружена ареалами близкородственных адамава-убангийских языков ваджа, лонгуда, ква, кьяк, дадийя и тула. На востоке к ареалу чам-мона примыкает ареал центральночадского языка бачама. Внутри ареала диалекта диджим размещён ареал изолированного языка джалаа.
Общая численность говорящих на языках чам-мона по оценкам разных лет составляет около 41 000 человек. Наиболее распространённым по числу носителей является язык дикака, на котором говорят около 25 000 человек (1998). На языке цо говорят около 16 000 человек (1992).
Согласно данным сайта Ethnologue, по степени сохранности язык дикака относится к так называемым развивающимся языкам, а язык цо — к устойчивым.

## Классификация
Подгруппа чам-мона выделяется в классификации адамава-убангийских языков, представленной в справочнике языков мира Ethnologue. Вместе с подгруппами авак и тула, а также с языком дадийя подгруппа чам-мона входит в состав группы ваджа ветви ваджа-джен подсемьи адамава адамава-убангийской семьи.
В классификации Р. Бленча языки подгруппы чам-мона противопоставлены в рамках группы ваджа объединению языков вийяа, включающему языки подгрупп тула и авак, а также язык дадийя. Группа ваджа включается в классификации Р. Бленча непосредственно в подсемью адамава адамава-убангийской семьи.
Согласно классификации У. Кляйневиллингхёфера, приведённой в базе данных по языкам мира Glottolog, языки чам-мона не образуют отдельной подгруппы. Язык дикака (диджим-бвилим) вместе с языками бангвинджи, дадийя и тула составляют языковое единство — ядерные тула. Язык цо образует отдельную ветвь, которая вместе с языковыми кластерами ядерные тула и авак-камо последовательно включается в следующие языковые объединения: языки тула, языки тула-ваджа, языки ваджа-джен, языки центральные гур и языки гур. Последние вместе с адамава-убангийскими языками и языками гбайя-манза-нгбака образуют объединение северных вольта-конголезских языков.
В ряде исследований адамава-убангийских языков некоторые из  идиомов языка дикака и языка цо могут рассматриваться как самостоятельные языки. Так, идиомы языка дикака, диджим (чам) и бвилим (мвана), отмечены как отдельные языки в описании подгруппы вийяа, приводимой Р. Бленчем в статье The Wiyaa group, а также в классификации Дж. Гринберга, опубликованной, в частности, в статье В. А. Виноградова «Адамауа-восточные языки» в лингвистическом энциклопедическом словаре. Как самостоятельный язык также может быть рассмотрен диалект языка цо гузубо (гусубоу) — о значительных языковых отличиях гузубо от диалектов бербоу и свабоу, выявленных У. Кляйневиллингхёфером, упоминается в работе британского лингвиста Р. Бленча The Adamawa Languages.